# Faisal Devji
Faisal Devji (Zanzíbar, Tanzània, 1964) és un historiador especialitzat en estudis de l'islam i professor d'Història moderna de l'Índia a la Universitat Oxford. Va estudiar a les universitats de British Columbia, de Berkeley i de Chicago, on es va doctorar amb una tesi sobre el nacionalisme musulmà a l'Índia. Ha estat cap d'estudis a The Institute of Ismaili Studies de Londres i ha impartit classes a la Universitat Yale i a The New School for Social Research de Nova York. Entre les seves publicacions destaquen Paisajes del yijah. Militancia, moralidad, modernidad (Edicions Bellaterra, 2007) i The Terrorist in Search of Humanity: Militant Islam and Global Politics (Hurst and Co. i Columbia University Press, 2008). Així mateix, és membre del comitè editorial de la revista Public Culture.